# IBM 1402

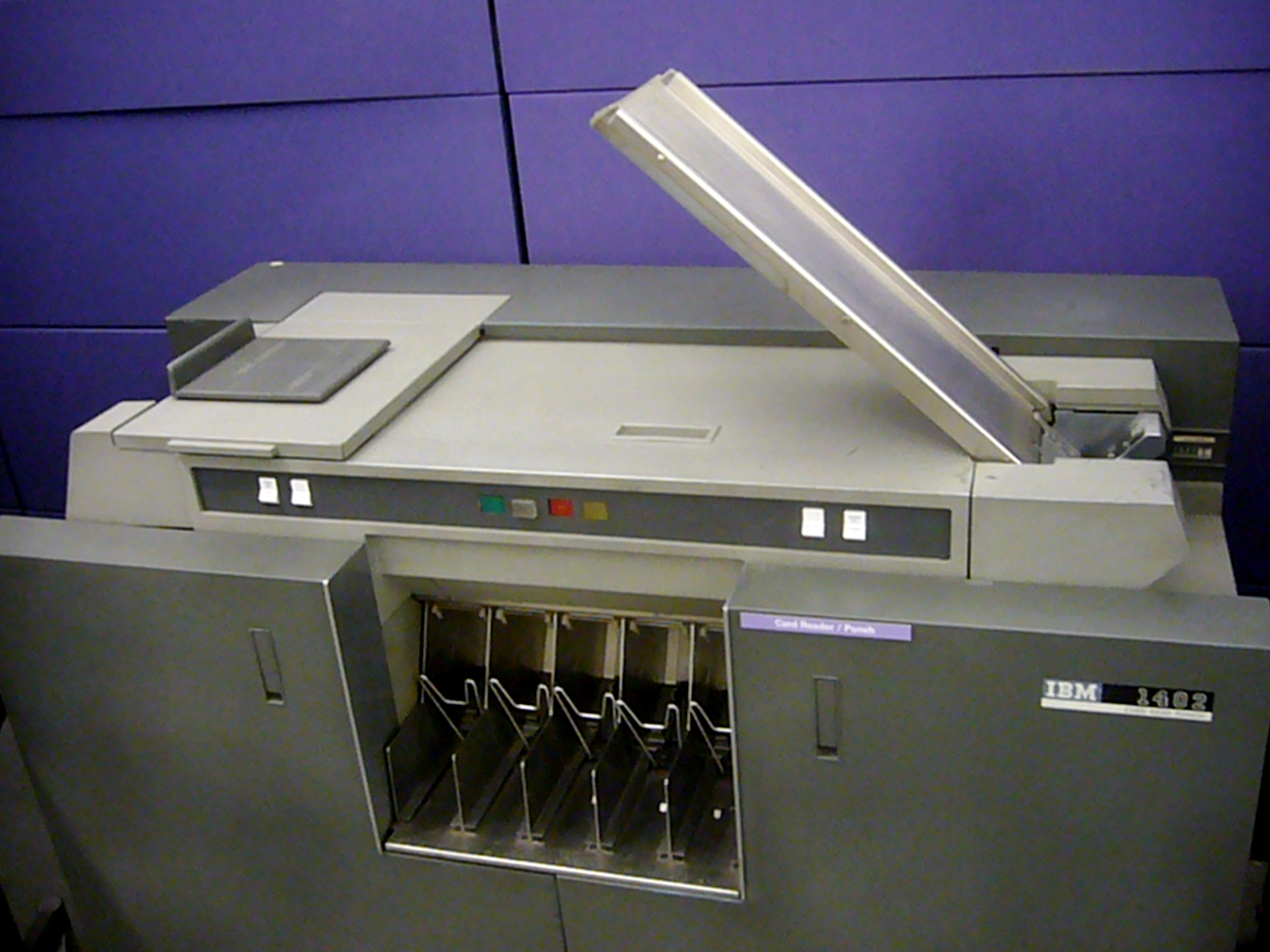
Un IBM 1402 en el Computer History Museum.

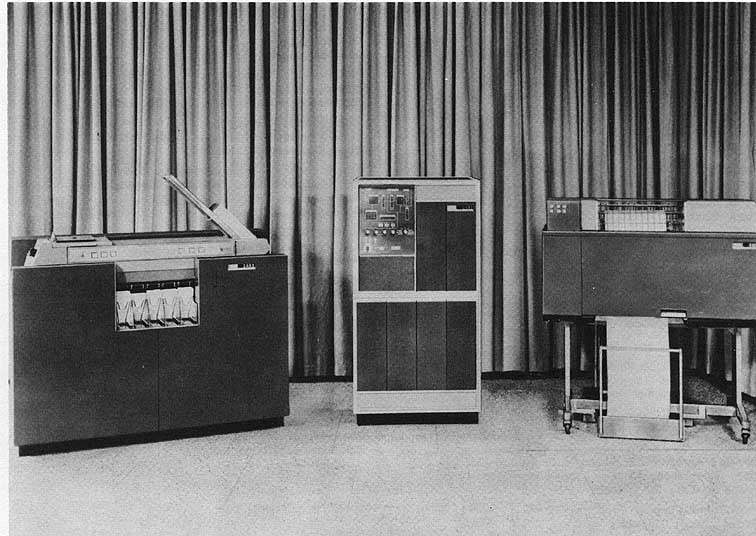
El IBM 1402, a la izquierda, como parte del Sistema de Procesamiento de Datos IBM 1401.

Bandeja de entrada de la lectora de tarjetas IBM 1402.

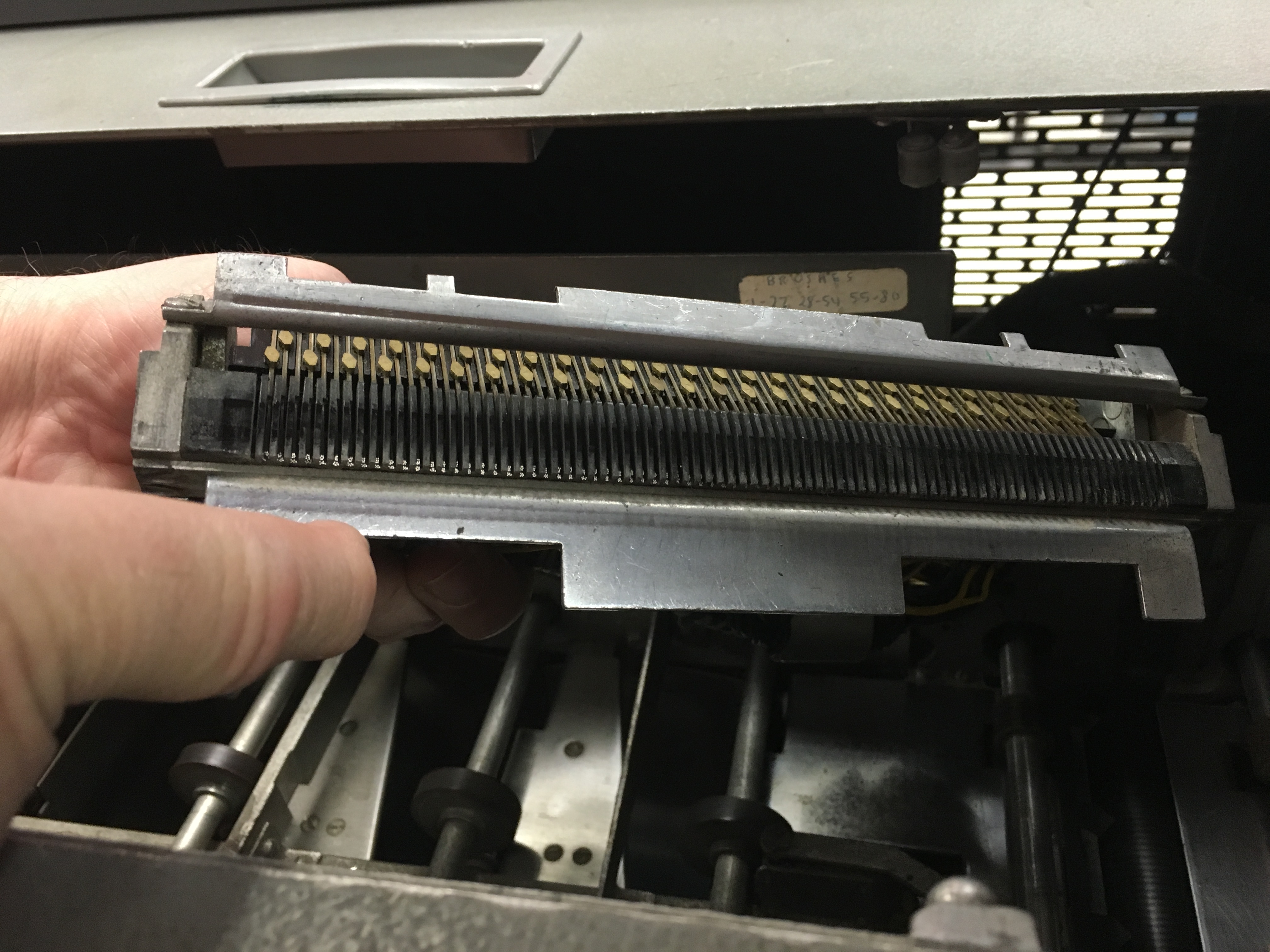
Escobillas de lectura de un IBM 1402. Hay 80 contactos, uno para cada columna de una tarjeta perforada IBM estándar.

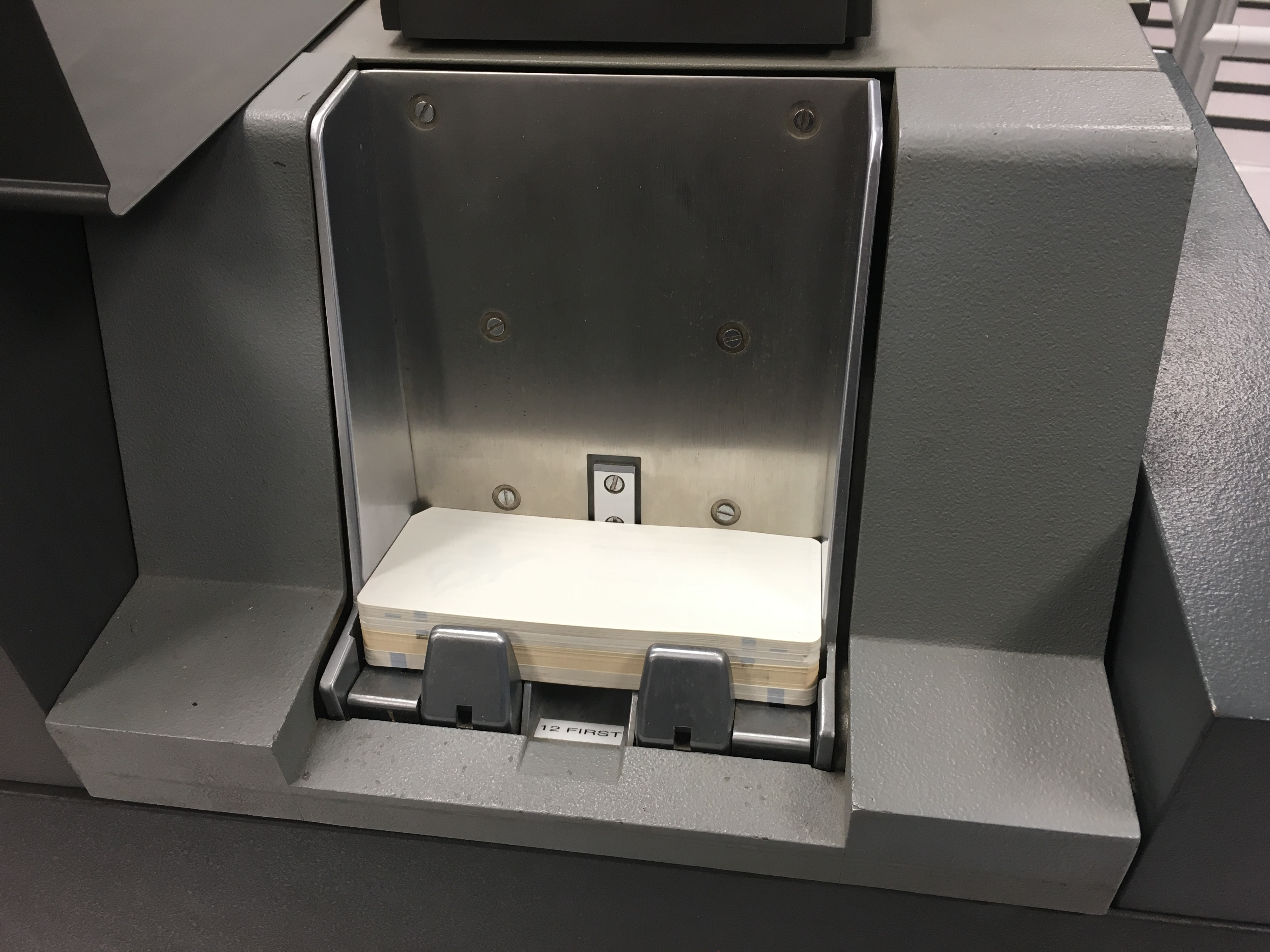
Tolva de entrada de la perforadora de tarjetas de la IBM 1402.

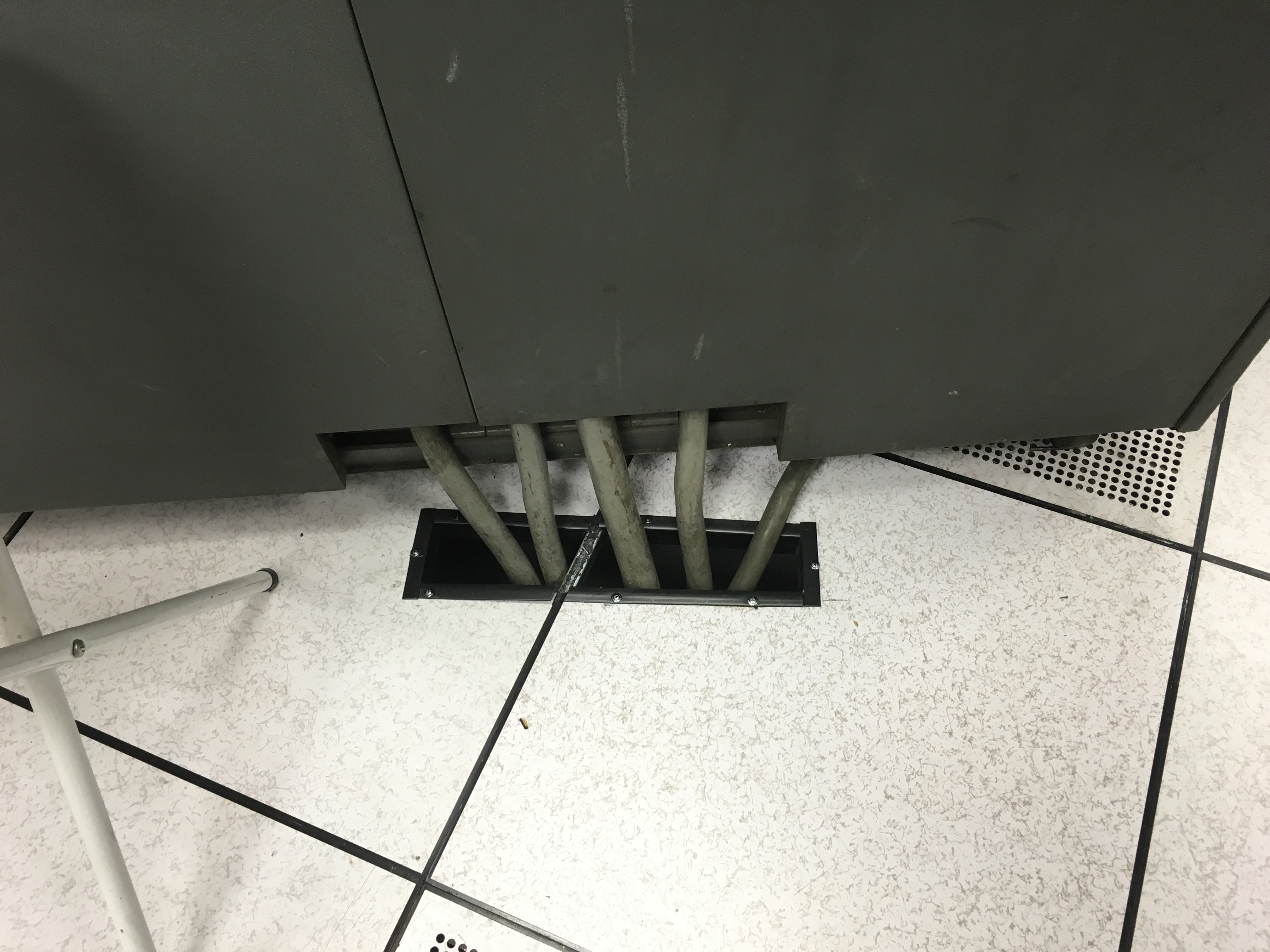
Cables entrando en la parte trasera de la IBM 1402.

El IBM 1402 era un lector/perforador de tarjetas de alta velocidad introducido el 5 de octubre de 1959 como un dispositivo periférico de entrada/salida para la computadora IBM 1401. Posteriormente se utilizó con otras computadoras de las líneas IBM serie 1400 e IBM serie 7000. La versión modificada para el IBM 1620 se la denominó IBM 1622 y proporcionó el diseño básico para los modelos 2501, 2520 y 2540, utilizados con la línea de productos IBM System/360.

## Especificaciones

### Lector de tarjetas
- Velocidad de lectura de tarjetas de hasta 800 tarjetas perforadas por minuto (modelos 1, 2 y 3) o 450 tarjetas por minuto (modelos 4, 5 y 6).
- Bandeja de entrada de tarjetas para 3000 tarjetas (modelos 1, 2, 3, 4 y 6) o tolva de alimentación para 1200 tarjetas (modelo 5).
- Tres apiladores (NR, 1, 2/8) con una capacidad de aproximadamente 1000 tarjetas mantienen las tarjetas después de que se leen.

### Perforador de tarjetas
- Velocidad de perforación de tarjetas de hasta 250 tarjetas por minuto (todos los modelos).
- Tolva de alimentación para 1200 tarjetas (todos los modelos).
- Tres apiladores (NP, 4, 2/8) de aproximadamente 1000 tarjetas para las tarjetas ya perforadas. El apilador de 2/8 es compartido por el lector de tarjetas y el perforador, pero las consideraciones de sincronización dificultan su uso para las operaciones compartidas.
- Opción para leer desde la alimentación de la perforadora.

### Formato de tarjeta perforada
El 1402 usa el formato de tarjeta perforada IBM de 80 columnas, aunque había una opción disponible para procesar tarjetas de 51 columnas. Una opción de columna binaria permitía leer y perforar tarjetas con cualquier combinación de agujeros.

## Comprobación de errores
Tanto los mecanismos de lectura como los de perforación cuentan el número de agujeros de cada columna en una estación separada. Si el número de agujeros contados en la estación de lectura difiere del número de agujeros contados en la primera estación de verificación (para lectura) o perforados en la primera estación (para perforación), se indica un error y el mecanismo se detiene (si el interruptor de parada de verificación de E/S está activado).
Además, cuando no está operando en modo columna-binaria, el lector indica un error y se detiene (si el interruptor de parada de verificación de E/S está encendido) si la combinación de perforaciones en cualquier columna no indica un carácter válido.